# 梁發進
梁發進(1938年5月8日-2023年8月28日)，台北市人，生於內湖區，是一名臺灣學者，畢業於臺灣中興大學。梁曾任國立台北大學副校長以及台灣中央銀行副總裁，現任台北金融研究發展基金會顧問。

## 曾任職務
- 國立臺北大學副校長兼經濟系教授
- 國立中興大學法商學院經濟系副教授、財稅系主任
- 美國緬茵州公用事業委員會研究員
- 中央銀行副總裁

## 資料來源
1. ↑  . 國立台北大家校史管.   [2018-07-17]. （原始内容存档于2018-07-17）.
2. ↑  賴寧寧. . 今周刊. 2001-04-12: 頁56  [2018-07-17]. （原始内容存档于2018-07-17）.